# 翠竹路 (羅湖區)
翠竹路，是中國廣東省深圳市的南北走向主幹道，位于羅湖區，南起東門路，北至太白路。

## 敘述
全長2.3km，闊28米，雙向5車道。

## 經過道路
從南到北，粗字是主幹道：
- 東門路
- 田貝一路
- 田貝二路
- 田貝三路
- 田貝四路、太寧路
- 水貝一路
- 水貝二路
- 水貝三路
- 布心路
- 太白路

## 主要建筑及公共设施
從南到北排列
- 深圳市人民医院
- 华丽园（华润万家翠竹店）
- 翠竹公园
- 深圳康宁医院
- 翠北实验小学
- 水贝珠宝园
- 东昌小学

## 沿线地铁站
- 翠竹站
- 田贝站